# Höner
Höner (eller Höne) är en gud i nordisk mytologi som åtföljer Oden och Loke på deras vandringar i världen. Han är passiv, tämligen svårtolkad och kan vara en aspekt av Oden. I den Poetiska Eddan står det att Höner, i sällskap med Oden och Lodur, även medverkade vid skapelsen av de första människorna (Ask och Embla). Till det yttre är Höner lång och snabb samt ser bra ut och samtidigt tystlåten, tämligen enfaldig och har kallats "den räddaste av asar".
I Den poetiska Eddan står följande verser om skapandet av Ask och Embla:
| ” | Ande de ej ägde, omdöme ej hade, ej livssaft, ej läte, ej livlig färg. Ande gav Oden, omdöme Höner, livssaft gav Lodur och livlig färg. | „ |

- I den Poetiska Eddan står det också att Höner är en av de gudar som kommer att överleva Ragnarök.
- I Snorre Sturlassons version av människornas skapelse (se Ask) har Höner och Lodur ersatts med Odens bröder Vile och Ve.
- I Ynglingasagan beskrivs Höner som storväxt och mycket vacker. Här berättas det att asarna skickade Höner som fredsgisslan till vanerna när de båda gudafolken slöt fred efter ett långt krig. Som ledsagare fick han den vise Mimer. Vanerna gjorde Höner till sin nye ledare. Efter ett tag insåg de dock att Höner egentligen var ganska enfaldig, och att han vände sig till Mimer varje gång han behövde fatta något beslut. Vanerna misstänkte att asarna hade lurat dem i bytet av gisslan, och straffade dem genom att halshugga den kloke Mimer. [2]Däremot behöll de den stilige Höner som de sinnliga gudar de var.
- I Skáldskaparmál 15 kallas Höner ”den snabbe asen”, ”Långben” och ”Gyttjekonung” (”Hvernig skal kenna Hœni? - Svá, at kalla hann sessa eða sinna eða mála Óðins ok enn skjóta ás ok en langa fót och aurkonung”).[3]

## Tolkningar
Enligt en äldre hypotes har Höner att göra med en dyrkan av storken som en gud som skänker liv, som i så fall är ursprunget till den senare germanska folktron om att nyfödda barn kommer med storken. Höner är enligt hypotesen antingen själv en stork, eller en personifiering av eller gud över storkarna. Hypotesen grundar sig bland annat i en etymologisk argumentation där Höner antas ha sitt ursprung i ett urgermanskt *hehōniaz, med betydelsen "stork". 
En annan etymologisk tolkning jämför Höner med grekiskans χυχνος ("svan"), och att det därifrån kan härledas via ett urgermanskt *hohnijas, som i så fall skulle betyda "den svanliknande". I vissa sagor så kopplas Höner just till fåglar. 
Tolkningarna kring guden Höner är mångskiftande: Himmelsgud, molngud, solgud och vattengud, samt ovannämnda fåglar. Han har också förklaras vara Odens tankeförmåga samt den tigande guden och kultfirandets gud. Till dess att flera källor kommit i dagen får vi nöja oss med dessa variationer.